# Église Saint-Thomas de Berlin-Kreuzberg
L'église Saint-Thomas est un édifice religieux affecté au culte protestant luthérien situé sur la Mariannenplatz à Berlin-Kreuzberg en Allemagne.
Consacrée à l'apôtre Thomas, elle a été construite dans un style néo-classique au XIXe siècle. Elle était jusqu'à la construction du Berliner Dom le plus grand lieu de culte de Berlin et représentait une des plus grandes paroisses protestantes au monde, forte de 150 000 fidèles.
L'édifice a un plan cruciforme. Il est surmonté d'une coupole de 56 m. de haut et de deux beffrois de 48 m faisant face à la Mariannenplatz.